# Dora, Alabama
Dora là một thành phố thuộc quận Walker, tiểu bang Alabama, Hoa Kỳ. Dân số năm 2009 là 2410 người, mật độ đạt 124 người/km².